# Кхунчае
Кхунчае — национальный парк в Таиланде. Он располагается в тамбоне Мае-Чеди-Май, ампхе Виангпапао провинции Чианграй. В 1995 году получил статус «национальный парк» в связи с его важными водными ресурсами, обширными лесами, дикой природы и красивыми водопадами. Парк расположен на шоссе Чианграй — Чиангмай.
Национальный парк включает в себя 270 квадратных километров и охватывает горную местность провинции Чианграй, где присутствуют магматические и осадочные горные породы. Также на территории парка имеется озеро Мэй Чан Хао.
Растительность Кхунчае зависит, как правило, от высоты: от 300 до 800 метров лес состоит из бамбука, от 800 до 1000 метров лиственные леса и диптерокарповые растения; сосновый лес от 1000 до 1500 метров над уровнем моря и вечнозелёный лес выше 1500 метров.
Национальный парк знаменит своими водопадами:
- «Кхун Чае» (шестиуровневый водопад);
- «Mae Тхи» (имеет семь уровней, высокий уровень составляет 40 метров);
- «Кхуай Сай Кхао» (три уровня падения).

Дикая природа представлена в различных местах парка. Так, можно увидеть редкие виды животных: белогрудый медведь, толстые лори, белорукий гиббон, бенгальская кошка, суматранский серау, свиной барсук, мунтжаки, циветы. Многочисленные виды птиц обитают в парке: серый дронго, огненнобрюхий длиннохвостый личинкоед, бурый рыбный филин, туркестанский тювик, чернолобый поползень, синекрылая листовка, банкивская джунглевая курица и многое другое. Из пресмыкающихся водятся: бамбуковая куфия, королевская кобра, сцинковые, гекконы.